# Tussenrekening
Een tussenrekening (wachtrekening in Vlaanderen) is een balansrekening in het grootboek waarop tijdelijk iets kan worden geboekt, om het er later weer af te kunnen boeken. Uiteindelijk zal het saldo van een tussenrekening altijd op nul uitkomen. Veelal zijn dit soort boekingen van de soort nog te betalen of nog te ontvangen. Ook kunnen kosten over meerdere perioden worden gespreid, door de (jaarlijkse) bankbetaling op een tussenrekening te boeken, en dan maandelijks de kosten van de tussenrekening naar de kostenrekening over te boeken.
Een grootboek kan meerdere tussenrekeningen bevatten, die echter altijd balansrekeningen zijn.
Een speciale tussenrekening is de rekening kruisposten, waarop geld wordt geboekt dat een tijdje onderweg is, bijvoorbeeld bij het overboeken van de ene bankrekening naar de ander. 